# Нурбаев, Карим Нурбаевич
Нурба́ев Кари́м Нурба́евич (каз. Нұрбаев Кәрім Нұрбайұлы; 1915—1971) — казахский советский партийный и общественный деятель.

## Биография
Нурбаев Карим Нурбаевич родился 15 апреля 1915 года в Ауле № 4, Богасской волости Зайсанского уезда в составе Степного генерал-губернаторства (нынешнее село Кызыл-Кесик (Қызыл-Кесік)).
Карим Нурбаевич начинал свою трудовую деятельность в 1933 году учителем. В 1937 году был назначен директором школы.
В период с 1939 года по 1941 год участвовал в составе пограничного отряда пограничных войск НКВД СССР в Боях на Халхин-Голе (монг. Халхын голын дайн, яп. ノモンハン事件 Номон-хан дзикэн) — вооружённый конфликт, продолжавшийся с весны по осень 1939 года у реки Халхин-Гол на территории Монголии недалеко от границы с Маньчжурией (Маньчжоу-го), между СССР и Японией и участвовал в Советско-финской войне 1939—1940 годов (Финская кампания, фин. talvisota — Зимняя война — вооружённый конфликт между СССР и Финляндией в период с 30 ноября 1939 года по 13 марта 1940 года), учеба в школе политруков.
С 1941 года до 1942 года участвовал в составе Советских войск в Великой Отечественной войне в обороне Ленинграда и в должности заместителя командира роты (замполита) 60-го полка 65 -й стрелковой дивизии, из за тяжёлого ранения был демобилизован.
С 1942 по 1943 год занимал должность начальника отдела эвакуации, ответственный секретарь исполкома Аксуатского райсовета.
С 1943 по 1945 год был заведующим отделом пропаганды и агитации Аксуатского РККП(б).
С 1945 по 1950 год занимал должность начальника Аксуатского районного земельного отдела.
С 1950 по 1969 годы занимал посты председателя Абайского райисполкома, первого секретаря Чубартауского райкома КП Казахстана, первого секретаря Абайского райкома КП Казахстана. Трижды избирался депутатом Верховного Совета Казахской ССР (1951—1955 гг., 1955—1959 гг., 1963—1967 гг.).

## Семья
Жена:Гульжазира Вахабовна
Сын:Нурбаев Герман Нурбаевич

## Деятельность

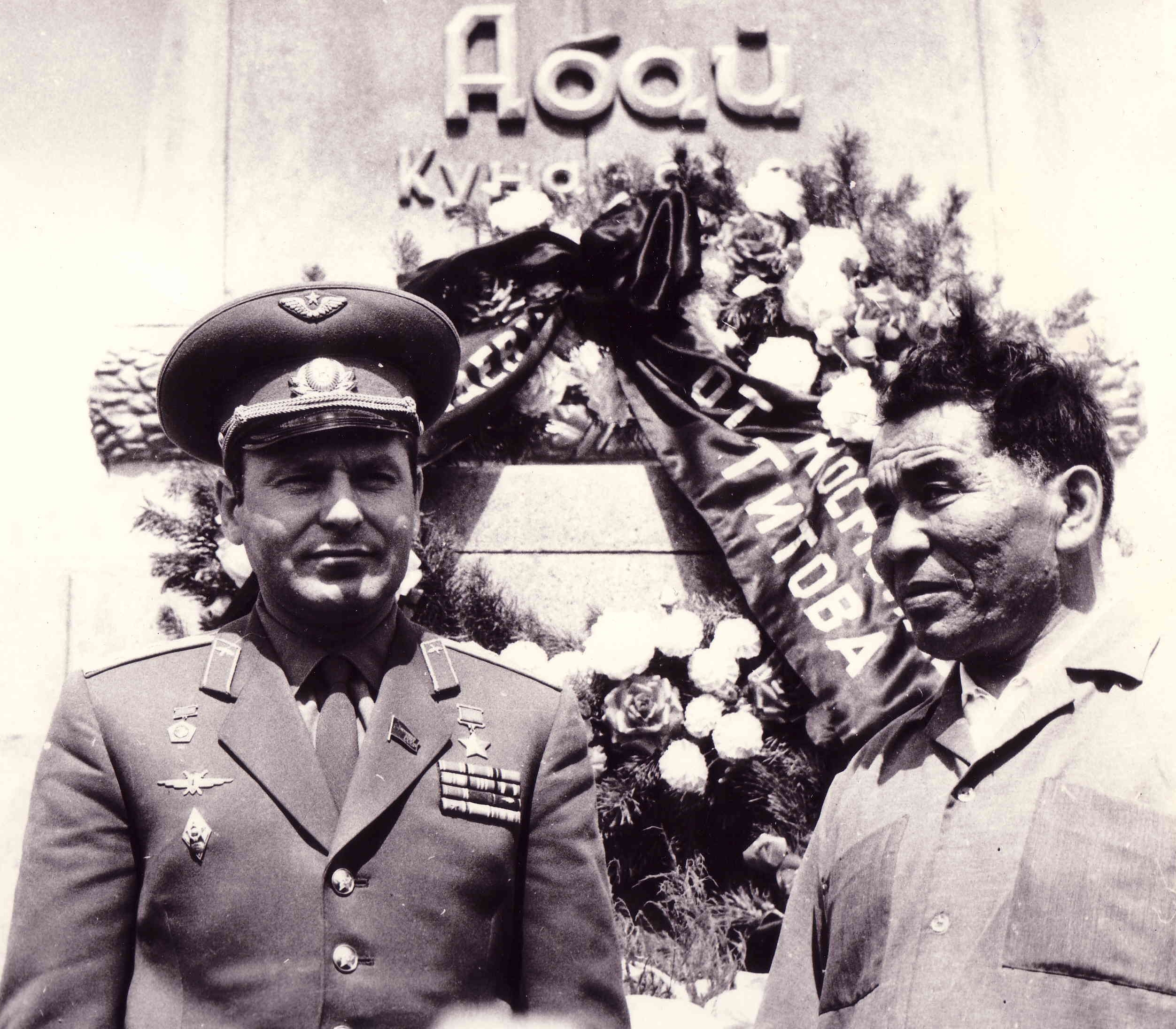
Герман Степанович Титов и Карим Нурбаевич Нурбаев у могилы Абаю Кунанбаеву в Абайском районе Семипалатинской области в 1968 году

За годы нахождения в должности первого секретаря Абайского района КП Казахстана по личной просьбе Мухтара Ауезова в связи с выходом книги «Путь Абая» Карим Нурбаевич добился строительства новой дороги из г. Семипалатинска до районного центра в село Караул. Организовал перезахоронение Енлик-кебек с установлением мемориала, а также инициировал и организовал перезахоронение Абая Кунанбаева из семейного склепа с установлением мемориального памятника, так же под его началом была создана комиссия по перезахоронению Шакарима Кудайбердиева (2 октября 1931 года он был тайком без суда и следствия расстрелян и не был должным образом захоронен). Инициаторами создания комиссии также были Мухтар Ауезов и Сапаргали Бегалин.
С 1969 года Карим Нурбаев являлся персональным пенсионером союзного значения за особые заслуги перед Советским государством (Закон о государственных пенсиях СССР).

## Награды
За выдающиеся заслуги был награждён:
- Орденом Отечественной войны 2-степени (1945 год)
- Двумя Орденами «Знака Почёта» (1947, 1957 год)
- Орденом Трудового Красного знамени(1966 год)
- медалью «За оборону Ленинграда»
- юбилейная медалью «Двадцать лет Победы в Великой Отечественной войне 1941—1945 гг.»
- юбилейной медалью «За доблестный труд» (За воинскую доблесть)
- Юбилейной медалью в ознаменование 100-летия со дня рождения Владимира Ильича Ленина
- медалью «За победу над Германией в Великой Отечественной войне 1941—1945 гг.».

## Память
Постановлением Правительства Республики Казахстан от 24 июля 2001 года № 1000 «О присвоении имён и переименовании организаций образования и культуры Республики Казахстан» в Восточно-Казахстанской области Аксуатской средней школе № 1 Тарбагатайского района было присвоено имя Карима Нурбаева — общественного деятеля. А также в городе Семипалатинске Восточно-Казахстанской области в честь Карима Нурбаева была названа улица.
|  |  |  |

1 сентября 2015 года в средней школе №1 Тарбагатайского района был установлен монумент в честь 100-летия со дня рождения Карима Нурбаевича.